# Сант'Агата де' Готи
Сант'А̀гата де' Го̀ти (на италиански: Sant'Agata de' Goti) е град и община в Южна Италия, провинция Беневенто, регион Кампания. Разположен е на 159 m надморска височина. Населението на общината е 11 453 души (към 2010 г.).